# 브란키오사우루스
브란키오사우루스(Branchiosaurus→아가미 도마뱀)는 펜실베이니아기 후기에서 페름기에 걸쳐 화석이 발견되는 소형 고대 양서류이다. 이 속은 분류학적으로 견고하지 못한데, 이 속의 종이라고 알려진 것들이 사실은 더 큰 양서류의 새끼 표본에 불과할 가능성도 있다.
대부분의 화석이 중부 유럽에서 발견되지만, 명확한 서식지는 불확실하다. 가장 널리 알려진 페름기 표본은 독일 팔츠 주변에서 발견되었다.